# Friedrich Voß

Bau der von Friedrich Voß konzipierten Prinz-Heinrich-Brücke in Kiel-Holtenau; 1912 eingeweiht, 1992 abgebrochen

Friedrich Wilhelm Heinrich August Voß (* 7. Juli 1872 in Calvörde; † 3. März 1953 in Kiel) war ein deutscher Bauingenieur, der zunächst als Baubeamter im Staatsdienst und später freiberuflich in Kiel arbeitete. Nach seinen Entwürfen entstanden mehrere baugeschichtlich bedeutsame Brücken.

## Leben
Voß studierte an der Technischen Hochschule Braunschweig. Als Ingenieur trat er zunächst 1897 in den Dienst der kommunalen Wasserbauverwaltung der Stadt Harburg und arbeitete dann von 1899 bis 1902 in der Brückenbauabteilung der MAN. 1903 wurde Voß als „technischer Hilfsarbeiter“ ins preußische Ministerium der öffentlichen Arbeiten, 1908 als Leiter des im Zuge der Erweiterungen des damaligen Kaiser-Wilhelm-Kanals neu geschaffenen Brückenbauamts innerhalb des Kaiserlichen Kanalamts berufen. Voß entwarf mit der 1912 fertiggestellten Hochbrücke in Holtenau, der 1913 fertiggestellten Eisenbahnhochbrücke in Rendsburg und der 1920 fertiggestellten Eisenbahnhochbrücke in Hochdonn drei Hochbrücken über den Nord-Ostsee-Kanal.
1923 schied Voß aus gesundheitlichen Gründen aus dem Staatsdienst aus und gründete in Kiel zusammen mit zwei seiner Mitarbeiter ein Ingenieurbüro.
Neben den Hochbrücken über den Nord-Ostsee-Kanal entwarf Voß zahlreiche weitere Brücken, u. a. die 1961 stillgelegte Rendsburger Straßendrehbrücke über den Nord-Ostsee-Kanal, eine Straßenbrücke über die Eider bei Friedrichstadt sowie eine Klappbrücke über die Eider bei Lexfähre, eine Klappbrücke in Duisburg, eine Eisenbahn- und Straßenbrücke über die Rethe in Hamburg und eine Brücke über den Rhein bei Krefeld-Uerdingen.
1922 wurde Friedrich Voß von der Technischen Hochschule Braunschweig die Ehrendoktorwürde verliehen. Am 4. März 1953, einen Tag nach seinem Tod, wurde ihm das Bundesverdienstkreuz 1. Klasse verliehen. In Kiel und Rendsburg wurden Straßen nach ihm benannt. Sein Grab befindet sich auf dem Parkfriedhof Eichhof in Kronshagen.